# Youssef Chahine
Format:Infocaseta Regizor
Youssef Chahine (n. 25 ianuarie 1926, Alexandria, Egipt – d. 27 iulie 2008, Cairo, Egipt) a fost un regizor egiptean.